# Jouxtens-Mézery
Jouxtens-Mézery ist eine politische Gemeinde im Distrikt Lausanne des Kantons Waadt in der Schweiz.

## Geographie
Jouxtens-Mézery liegt auf 525 m ü. M., 4,5 km nordwestlich der Kantonshauptstadt Lausanne (Luftlinie). Die Agglomerationsgemeinde von Lausanne erstreckt sich am Südwestabhang des Jorat, im Waadtländer Mittelland, an aussichtsreicher Lage oberhalb von Renens und rund 150 m über dem Seespiegel des Genfersees.
Die Fläche des 1,9 km² grossen Gemeindegebiets umfasst einen Abschnitt am Südwesthang der Hochfläche des Jorat. Während der obere Hangabschnitt recht steil ist, weist der untere Teil nur eine schwache Neigung auf. Die nordwestliche Begrenzung bildet das bewaldete Tal eines Seitenbachs der Mèbre. Von der Gemeindefläche entfielen 1997 36 % auf Siedlungen, 12 % auf Wald und Gehölze und 52 % auf Landwirtschaft.
Jouxtens-Mézery besteht aus den beiden Dörfern Jouxtens (525 m ü. M.) und Mézery (555 m ü. M.) am Hang oberhalb von Renens. Nachbargemeinden von Jouxtens-Mézery sind Romanel-sur-Lausanne, Prilly, Renens, Crissier und eine Exklave von Lausanne.

## Bevölkerung
Mit 1493 Einwohnern (Stand 31. Dezember 2023) gehört Jouxtens-Mézery zu den mittelgrossen Gemeinden des Kantons Waadt. Von den Bewohnern sind 87,3 % französischsprachig, 5,7 % deutschsprachig und 1,6 % portugiesischsprachig (Stand 2000). Die Bevölkerungszahl von Jouxtens-Mézery belief sich 1850 auf 176 Einwohner, 1900 auf 236 Einwohner. Seit 1960 (327 Einwohner) wurde eine rasante Bevölkerungszunahme mit einer Vervierfachung der Einwohnerzahl innerhalb von 40 Jahren beobachtet. Das Siedlungsgebiet von Jouxtens-Mézery ist heute nahezu lückenlos mit denjenigen von Renens, Prilly und Romanel-sur-Lausanne zusammengewachsen.

## Wirtschaft
Jouxtens-Mézery war bis Mitte des 20. Jahrhunderts ein vorwiegend durch die Landwirtschaft geprägtes Dorf. Heute hat der Ackerbau nur noch eine marginale Bedeutung in der Erwerbsstruktur der Bevölkerung. Die meisten Arbeitsplätze sind heute im Dienstleistungssektor vorhanden, Jouxtens-Mézery besitzt jedoch nur kleinere Unternehmen.
Seit den 1950er Jahren stieg der Siedlungsdruck auf die am Rand der Agglomeration Lausanne gelegene Gemeinde. Die Dorfbevölkerung wehrte sich 1956 erfolgreich gegen einen Bebauungsplan, der die Anlage ausgedehnter Villenviertel auf dem Gemeindegebiet ermöglichen sollte. In den letzten Jahrzehnten hat sich das Dorf dank seiner attraktiven Lage zu einer Wohngemeinde entwickelt. Viele Erwerbstätige sind deshalb Wegpendler, die vor allem in der Stadt Lausanne und in ihren umliegenden Gemeinden arbeiten.

## Verkehr
Die Gemeinde ist verkehrstechnisch gut erschlossen. Sie liegt nahe der Hauptstrasse 5 von Lausanne nach Yverdon-les-Bains. Die 1974 eröffnete Autobahn A9 (Lausanne-Sion) durchquert das Gemeindegebiet. Die nächsten Autobahnanschlüsse Lausanne-Blécherette an der A9 und Lausanne-Crissier an der A1 sind rund 2 km vom Ort entfernt.
Am 5. November 1873 wurde der Abschnitt Lausanne – Cheseaux-sur-Lausanne der Schmalspurbahn Chemin de fer Lausanne-Echallens-Bercher mit je einer Haltestelle für Jouxtens und Mézery in Betrieb genommen.

## Geschichte
Die frühesten Siedlungsspuren auf dem Gemeindegebiet von Jouxtens-Mézery stammen von einer römischen Villa. Die erste urkundliche Erwähnung von Jouxtens erfolgte 1223 unter dem Namen Jotens. Spätere Bezeichnungen waren Jothens (1227) und Joutens (1228). Der Ortsname geht auf den burgundischen Personennamen Jutha zurück und bedeutet bei den Leuten des Jutha. Mézery wird bereits im Jahr 929 als Masiriaco genannt, später erschienen die Schreibweisen Maisirie und Maiserie (im 13. Jahrhundert) sowie Miaxirier. Dieser Name leitet sich vom lateinischen Personennamen Masirius ab.
Seit dem Mittelalter war Jouxtens-Mézery im Besitz des Lausanner Domkapitels. Mit der Eroberung der Waadt durch Bern im Jahr 1536 kam Jouxtens-Mézery unter die Verwaltung der Landvogtei Lausanne. Während Jouxtens direkt der Gerichtsbarkeit von Lausanne unterstand, bildete Mézery einen eigenen Gerichtshof und gehörte ab 1698 der Familie de Crousaz. Nach dem Zusammenbruch des Ancien Régime gehörte das Dorf von 1798 bis 1803 während der Helvetik zum Kanton Léman, der anschliessend mit der Inkraftsetzung der Mediationsverfassung im Kanton Waadt aufging. 1798 wurde es dem Bezirk Lausanne zugeteilt.

## Sehenswürdigkeiten
Das Schloss von Mézery stammt aus dem frühen 18. Jahrhundert. Um 1750 wurde die Kirche erbaut.